# Oezbekistan op de Olympische Winterspelen 2010

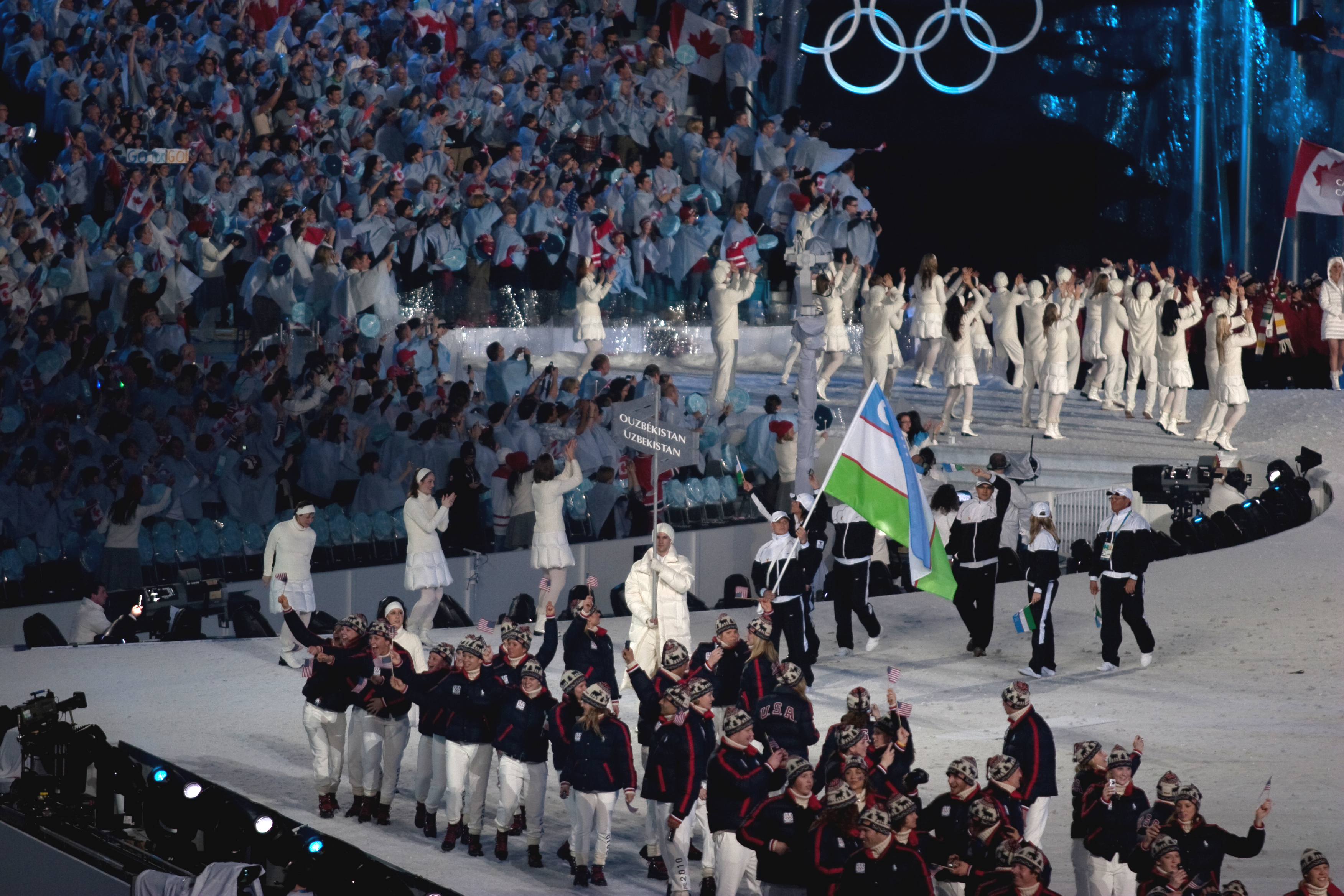
Het team van Oezbekistan bij de opening

Tijdens de Olympische Winterspelen van 2010, die in Vancouver (Canada) werden gehouden, nam Oezbekistan voor de vijfde keer deel aan de Winterspelen.

## Deelnemers en resultaten
(m) = mannen, (v) = vrouwen 

### Alpineskiën
| Olympiër          | Discipline       | Resultaat | Prestatie                          |
| ----------------- | ---------------- | --------- | ---------------------------------- |
| Oleg Shamaev      | reuzenslalom (m) | 77e       | 3.09,18 (+31,35) — 1.32,20+1.36,98 |
| Oleg Shamaev      | slalom (m)       | 42e       | 1.58,05 (+18,73) — 57,65+1.00,40   |
|                   |                  |           |                                    |
| Kseniya Grigoreva | reuzenslalom (v) | 58e       | 2.57,22 (+30,11) — 1.31,59+1.25,63 |
| Kseniya Grigoreva | slalom (v)       | DNF-1     | opgave run 1                       |

### Kunstrijden
| Olympiër                | Discipline | Resultaat | Prestatie                                   |
| ----------------------- | ---------- | --------- | ------------------------------------------- |
| Anastasia Gimazetdinova | vrouwen    | 23e       | 131,65 (korte kür:49.02 - lange kür: 82.63) |

Albanië · Algerije · Andorra · Argentinië · Armenië · Australië · Azerbeidzjan · België · Bermuda · Bosnië en Herzegovina · Brazilië · Bulgarije · Canada · Chili · China · Chinees Taipei · Colombia · Cyprus · Denemarken · Duitsland · Estland · Ethiopië · Finland · Frankrijk · Georgië · Ghana · Griekenland · Groot-Brittannië · Hongarije · Hongkong · Ierland · IJsland · India · Iran · Israël · Italië · Jamaica · Japan · Kaaimaneilanden · Kazachstan · Kirgizië · Kroatië · Letland · Libanon · Liechtenstein · Litouwen · Macedonië · Marokko · Mexico · Moldavië · Monaco · Mongolië · Montenegro · Nederland · Nepal · Nieuw-Zeeland · Noord-Korea · Noorwegen · Oekraïne · Oezbekistan · Oostenrijk · Pakistan · Peru · Polen · Portugal · Roemenië · Rusland · San Marino · Senegal · Servië · Slovenië · Slowakije · Spanje · Tadzjikistan · Tsjechië · Turkije · Verenigde Staten · Wit-Rusland · Zuid-Afrika · Zuid-Korea · Zweden · Zwitserland